# Paratrechina faisonensis
Paratrechina faisonensis är en myrart som först beskrevs av Auguste-Henri Forel 1922.  Paratrechina faisonensis ingår i släktet Paratrechina och familjen myror. Inga underarter finns listade i Catalogue of Life.

## Bildgalleri

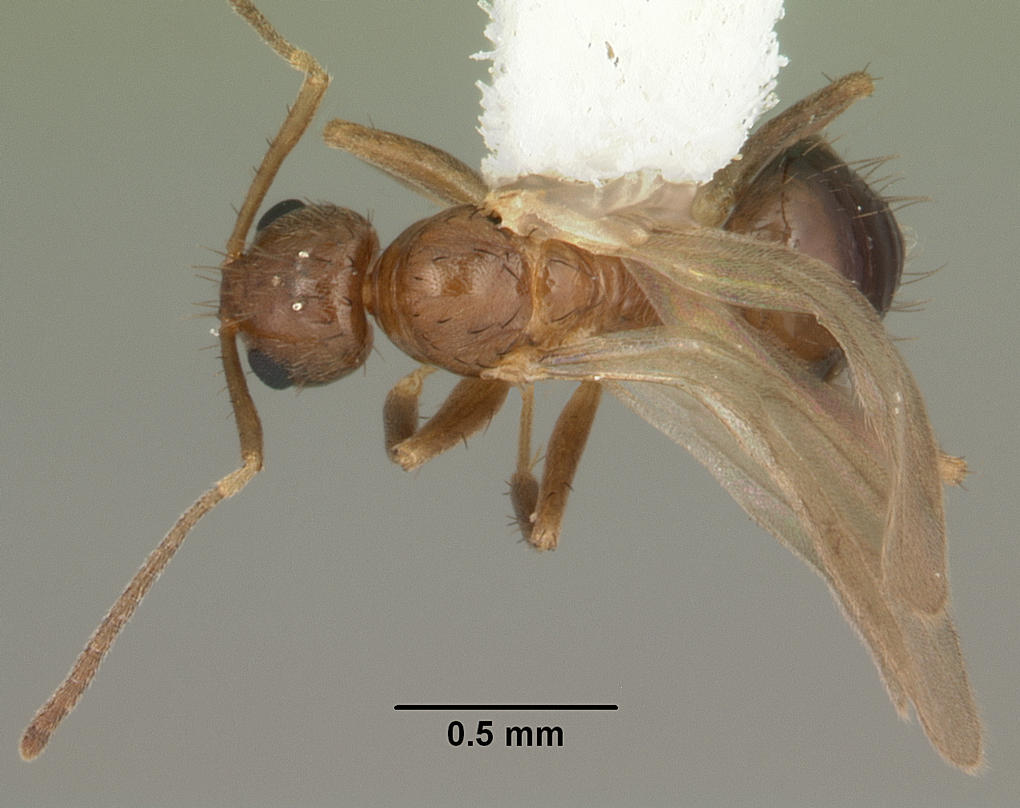
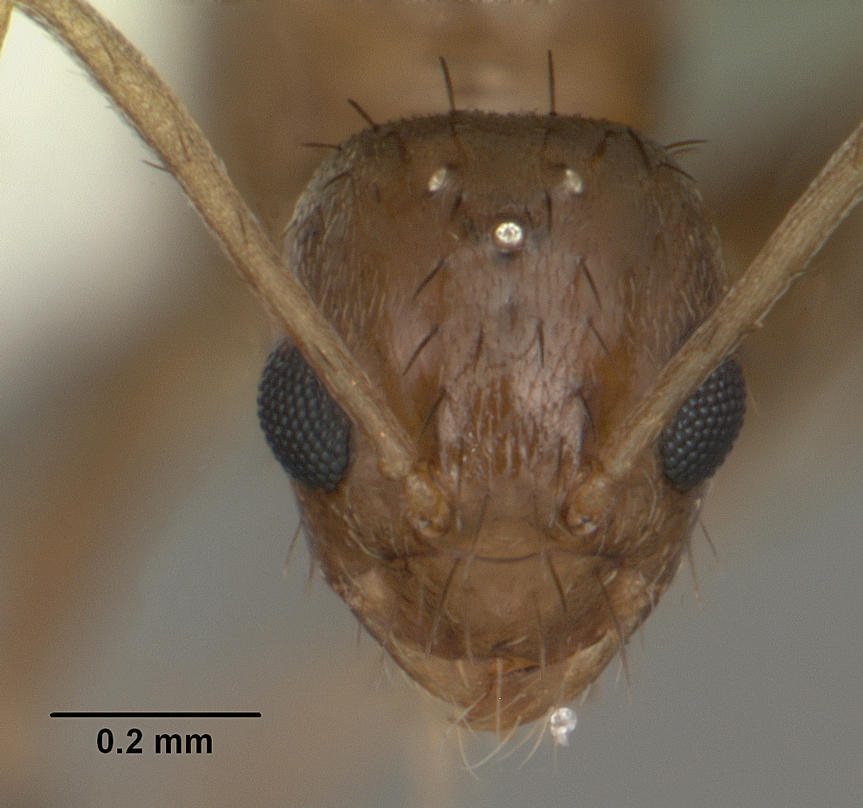
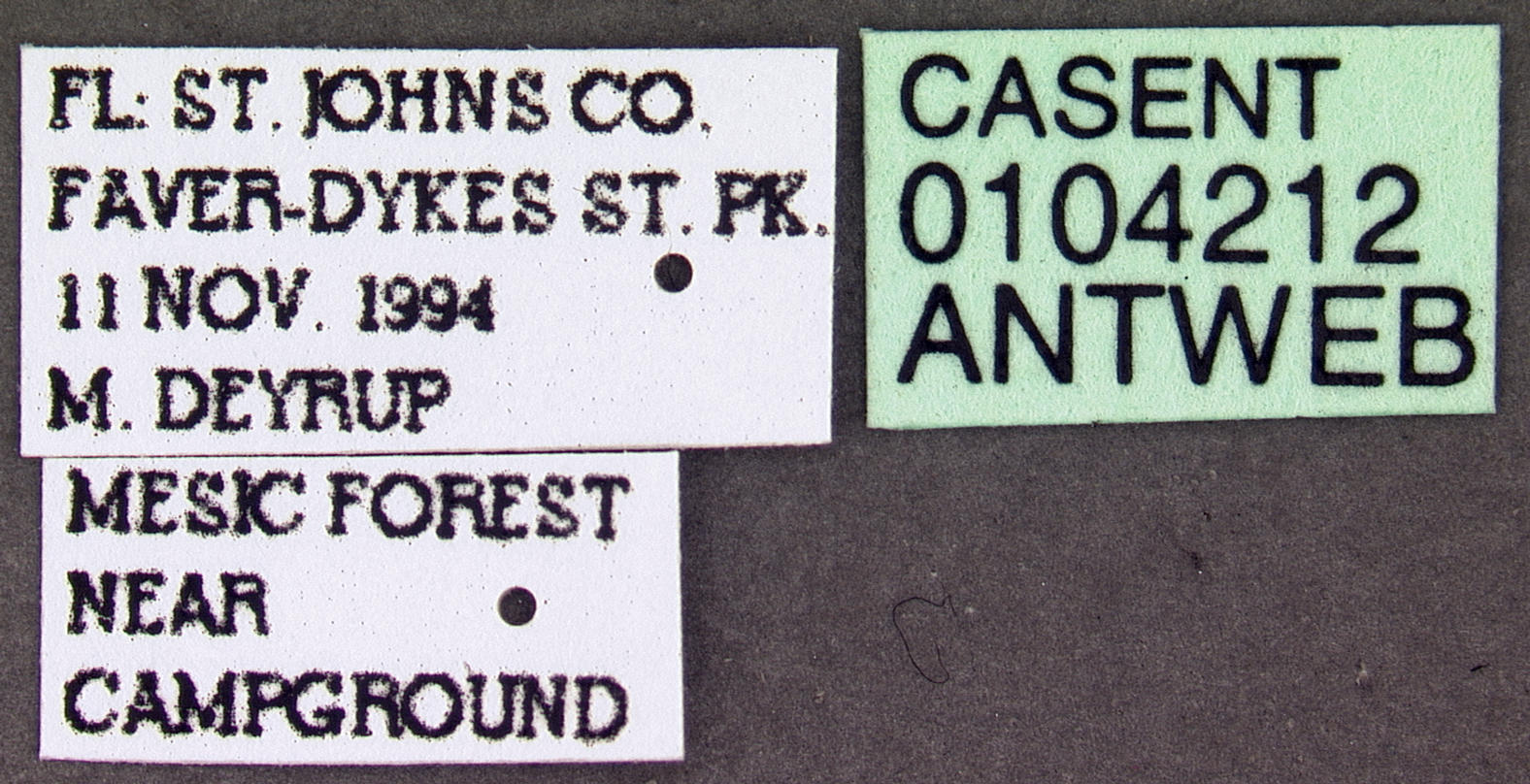
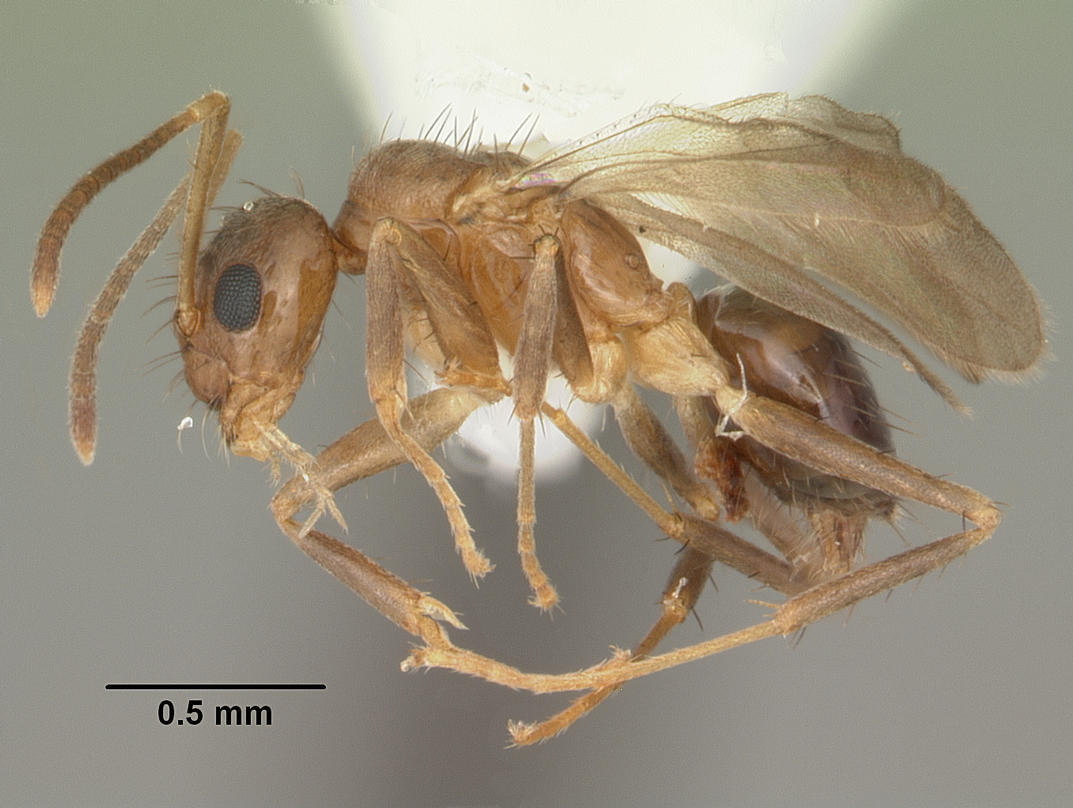
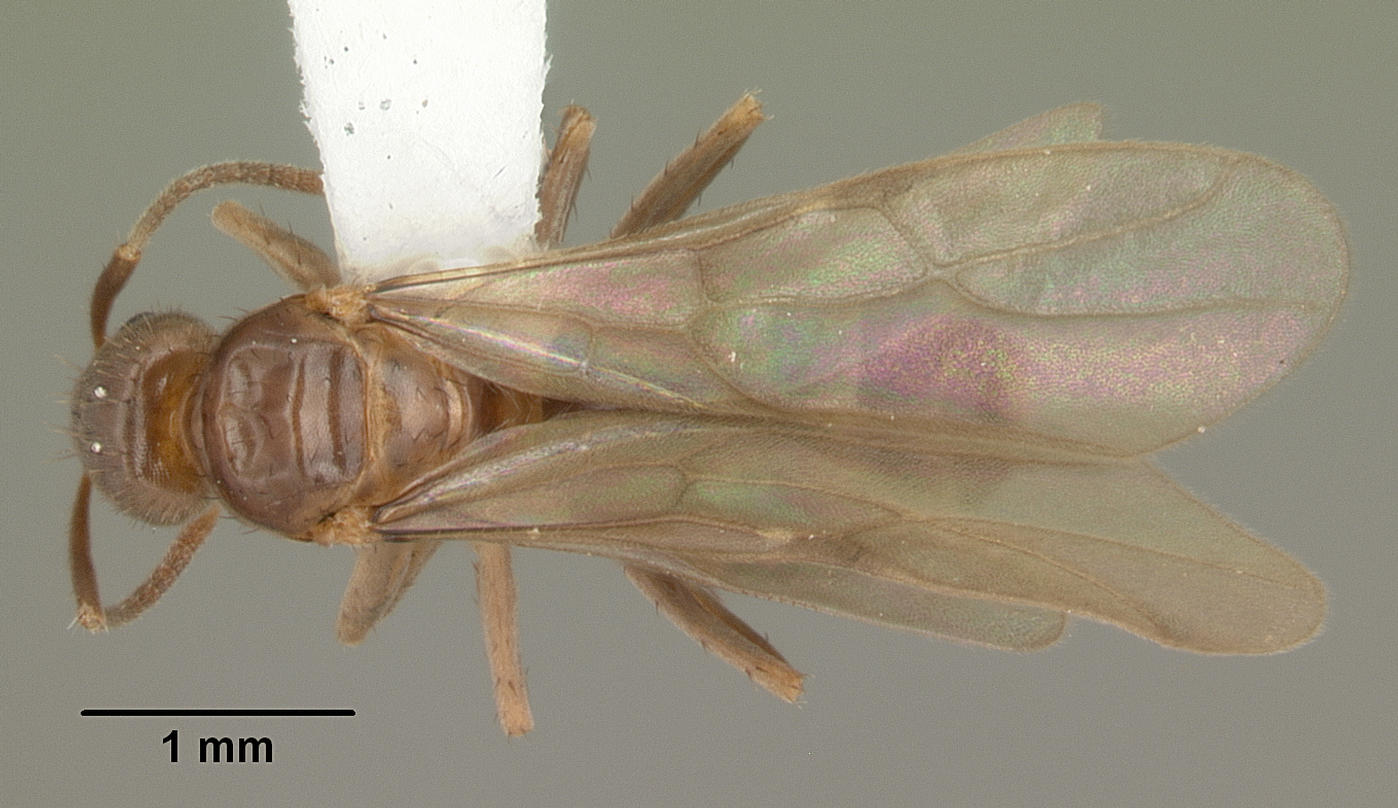
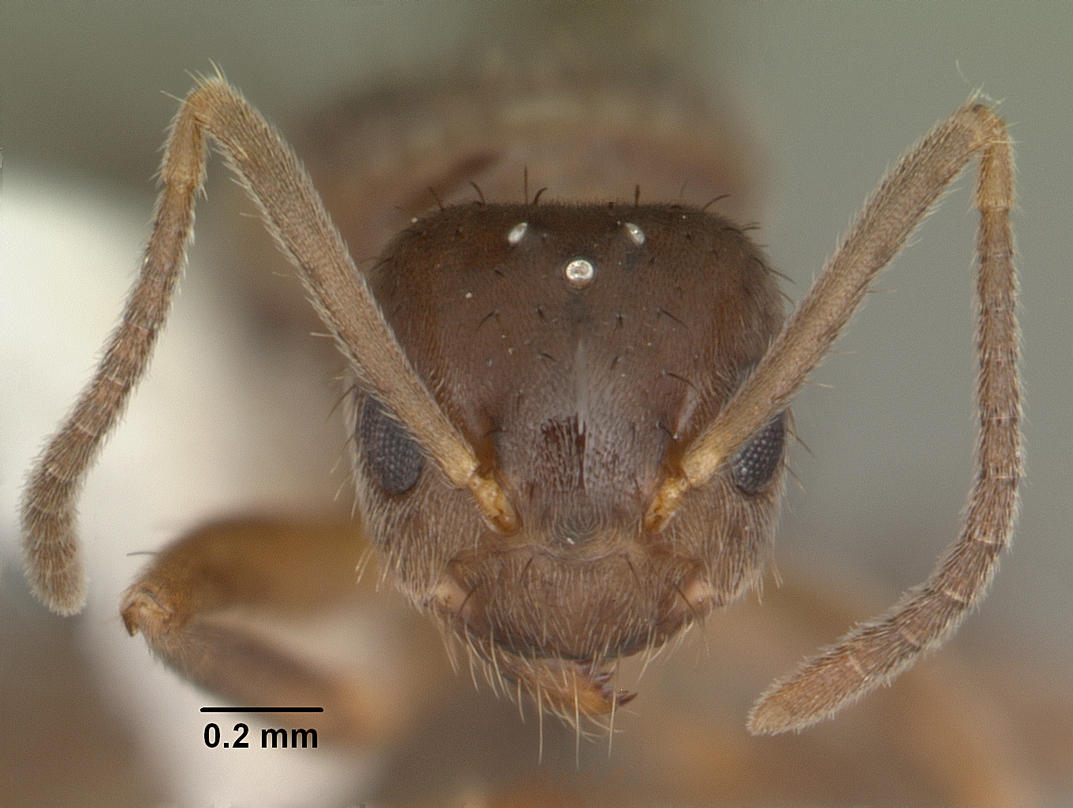